# Northeast Asia Trade Tower
Le Northeast Asia Trade Tower, abrégé en NEATT, est un gratte-ciel situé dans le quartier de Songdo à Incheon (Corée du Sud).
Construit entre mars 2006 et juillet 2011, il est le second plus haut gratte-ciel de Corée du Sud avec une hauteur de 305 mètres (1 001 pieds).